# Mörkvingad myrsmyg
Mörkvingad myrsmyg (Myrmotherula behni) är en fågel i familjen myrfåglar inom ordningen tättingar.

## Utseende och läte
Hane mörkvingad myrsmyg är mörkgrå med geografiskt varierande mängd svart på strupe och bröst. Honan är brun med ljus strupe. Arten liknar skiffermyrsmyg men saknar vita vingteckningar. Sången består av en serie med fyra till tio mjuka visslingar.

## Utbredning och systematik
Mörkvingad myrsmyg delas in i fyra underarter med följande utbredning:
- Myrmotherula behni yavii – förekommer i södra Venezuela (nordvästra Bolívar, Amazonområdet) och näraliggande norra Brasilien (Amazonas)
- Myrmotherula behni camanii – förekommer i södra Venezuela (Cerro Camani i norra Amazonområdet)
- Myrmotherula behni inornata – förekommer i sydöstra Venezuela (sydöstra Bolivar) och näraliggande Brasilien (norra Roraima)
- Myrmotherula behni behni – förekommer i Andernas östsluttning från södra och centrala Colombia till östra Ecuador

## Levnadssätt
Mörkvingad myrsmyg förekommer sällsynt i frodig molnskog. Den bebor undervegetationen och påträffas ofta i kringvandrande artblandade flockar.

## Status och hot
Arten har ett stort utbredningsområde, men tros minska i antal, dock inte tillräckligt kraftigt för att den ska betraktas som hotad. Internationella naturvårdsunionen IUCN listar arten som livskraftig (LC).